# 兵庫県道14号本竜野停車場線
兵庫県道14号本竜野停車場線（ひょうごけんどう14ごう ほんたつのていしゃじょうせん）は、兵庫県たつの市を通る県道（主要地方道）である。

## 概要
JR姫新線本竜野駅からたつの市龍野町富永の国道179号を結ぶ。
2006年から同道を拡張するための整備計画が練られており、2010年までに対象となる物件は立ち退きを命じられていたが拒否し立ち退き期限を7年近く過ぎた2017年3月14日の朝、西播磨県民局 龍野土木事務所は行政代執行に踏み切り、建物の解体が始まった。

### 路線データ
- 起点：たつの市龍野町中村（本竜野停車場）
- 終点：たつの市龍野町富永（富永西交差点、国道179号交点）
- 総延長：531m

## 歴史
- 1993年（平成5年）5月11日 - 建設省から、県道本竜野停車場線が本竜野停車場線として主要地方道に指定される[2]。

## 地理

### 通過する自治体
- たつの市

### 交差する道路
- 兵庫県道437号東觜崎網干停車場線（たつの市龍野町堂本・堂本交差点）
- 国道179号（たつの市龍野町富永・富永西交差点、終点）